# Ponovna združitev Nemčije
Združitev Nemčije (nemško: Deutsche Wiedervereinigung) je bil postopek leta 1990, v katerem je Nemška demokratična republika (NDR) postala del Zvezne republike Nemčije (ZRN) in oblikovala ponovno združeno državo Nemčijo.
Konec postopka združevanja se uradno imenuje nemška enotnost (nemško: Deutsche Einheit), ki se vsako leto praznuje 3. oktobra kot dan nemške enotnosti (nemško: Tag der deutschen Einheit). Berlin se je združil v eno samo mesto in spet postal glavno mesto združene Nemčije.
Vzhodnonemška vlada je začela omahovati maja 1989, ko je odstranitev madžarske mejne ograje z Avstrijo odprla luknjo v železni zavesi. Meja je bila še vedno tesno varovana, toda panevropski piknik in neodločna reakcija vladarjev Vzhodnega bloka je sprožila nepovratno miroljubno gibanje. To je omogočilo je izselitev tisoče Vzhodnih Nemcev, ki so prek Madžarske bežali v Zahodno Nemčijo. Mirna revolucija, vrsta protestov vzhodnih Nemcev, je privedla do prvih svobodnih volitev v NDR 18. marca 1990 in do pogajanj med NDR in ZRN, ki so se zaključila z združitveno pogodbo. Druga pogajanja med NDR in ZRN ter štirimi okupacijskimi silami so privedla do tako imenovane »pogodbe o dva plus štiri« (Pogodbe o končni poravnavi s spoštovanjem do Nemčije), ki je enotni nemški državi, katere dva dela sta imela prej številne omejitve, ki izhajajo iz njihovega statusa okupiranih regij po drugi svetovni vojni.
Potsdamski sporazum iz leta 1945 je določal, da mora popolno mirovno pogodbo o zaključku druge svetovne vojne, vključno z natančno razmejitvijo nemških povojnih meja, »sprejeti nemška vlada, ko bo ustanovljena vlada, primerna za ta namen«. Zvezna republika je vedno trdila, da ni mogoče trditi, da bi bila takšna vlada ustanovljena, dokler Vzhodna in Zahodna Nemčija ne bi bili združeni v svobodni demokratični državi; toda leta 1990 se je še naprej ohranjalo vrsto mnenj o tem, ali bi lahko rekli, da združeni Zahodna Nemčija, Vzhodna Nemčija in Berlin v ta namen predstavljajo »Nemčijo kot celoto«. Ključno vprašanje je bilo, ali lahko Nemčija, ki je ostala na vzhodu omejena s črto Odra – Nisa, lahko deluje kot »združena Nemčija« pri podpisu mirovne pogodbe brez kvalifikacij. V skladu s pogodbo Dva plus štiri sta se Zvezna republika in Demokratična republika zavezali k svojemu enotnemu nadaljevanju načela, da njihove skupne meje pred letom 1990 predstavljajo celotno ozemlje, ki bi ga lahko zahtevala nemška vlada, in s tem niso bile nobene dežele zunaj tistih meja, ki so bile del Nemčije kot celote.
Združena Nemčija po letu 1990 ni država naslednica, ampak razširjeno nadaljevanje nekdanje Zahodne Nemčije. Kot taka je razširjena Zvezna republika Nemčija ohranila zahodnonemške sedeže v mednarodnih organizacijah, vključno z Združenimi narodi, Evropsko skupnostjo (pozneje Evropsko unijo) in NATO-m, medtem ko so dotedanja članstva Vzhodne Nemčije v Varšavskem paktu, SEV in drugih mednarodnih organizacijah, ki jim je pripadala, z njeno ukinitvijo avtomatično ugasnila (še pred ukinitvijo omenjenih dveh organizacij 1991). 